# Åträsk
Åträsk är en by i Piteå kommun, belägen vid Åträsket. Byn löper till större delen längs länsväg BD 546 men berör också länsväg BD 543. Närmaste tätort är Lillpite 1,5 mil därifrån.
Sågforsbron strax söder om Åträsk spänner över Lillpiteälven och är Norrbottens enda bevarade större träbro.

## Historia
I Åträsk har man genom två arkeologiska undersökningar 1966 och 1994, men även genom fornminnesinventeringen 1989  kunnat påvisa mänsklig aktivitet genom spår av boplatser och härdar från så tidigt som 8 500 år tillbaka. Detta har även gjorts genom kol-14-datering. Flera boplatser finns och är utmärkta i Riksatikvarieämbetets ”Fornsök”. Man har också påvisat förekomsten av boskap från omkring 1320–1350.
Befolkningsutveckling: i Jordeböckerna för år 1666 ser man för första gången "Åträsk" nämnas. Då finns där två hushåll. Folkräkningen 1880 gav att innevånarantalet var 65, för att vid folkräkningen 1930 uppgå till 96 individer. Invånarantalet peakade i början av 1950-talet för att sedan vända neråt. 1983 fanns bara tre personer boende. 2025 finns 13 fastigheter med fast boende, enligt Ratsit 24 vuxna, barn ej inräknat, som har adress Åträsk. Sommartid ökar dock invånarantalet då alla 37 bostadsfastigheter som finns i byn är i bruk.
Tidigare föreningsverksamhet i byn: Åträsk spjelkhyvelsförening. Åträsk belysningsförening UPA. Åträsk ekonomiska förening. Åträsk elmotorförening. Åträsk byggnadsförening. Åträsk IF. IOGT-logen Vårsol. Samtliga verksamma och nedlagda under 1900-talet.

## Natur
Byns läge och ängar är av stort intresse för entomologer (zoologer,  som specialiserar sig på insekter, i detta fall fjärilar). Här har man funnit blybandbrokvecklare som man tidigare räknat som utdöd i Sverige. Man har också noterat det sällsynta bokstavsmottet.

## Föreningar
Åträsk bygdeförening: En ideell förening som inte bara omfattar själva byn men även närliggande byar: Kallkällselet-Kaptensviken-Klockarträsk-Nedre Grundsel-Nyfors-Strömås-Svallfors-Ånäset-Älvdal. 

## Bilder

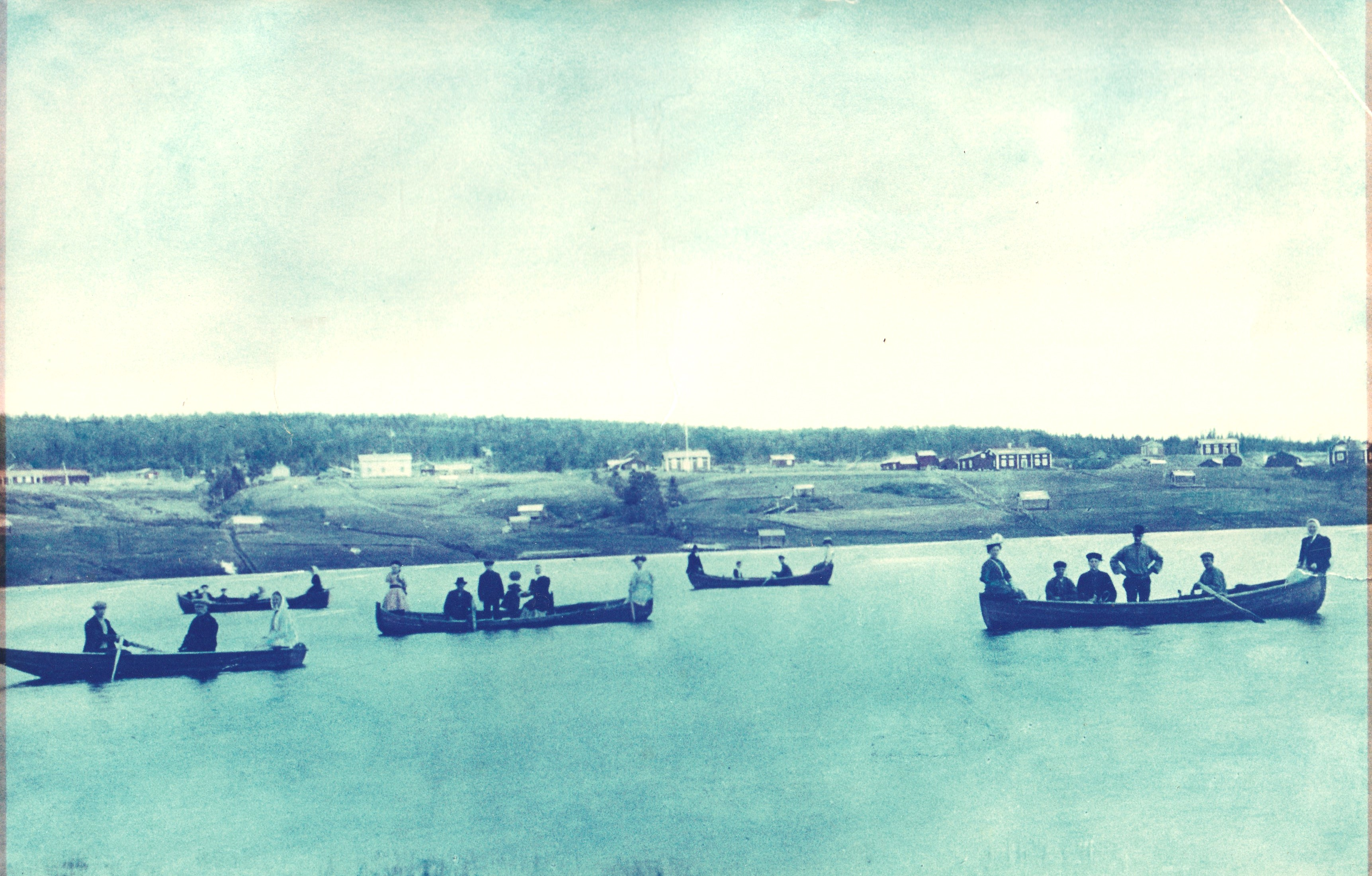
Åträsk by sedd från sjön 1912.
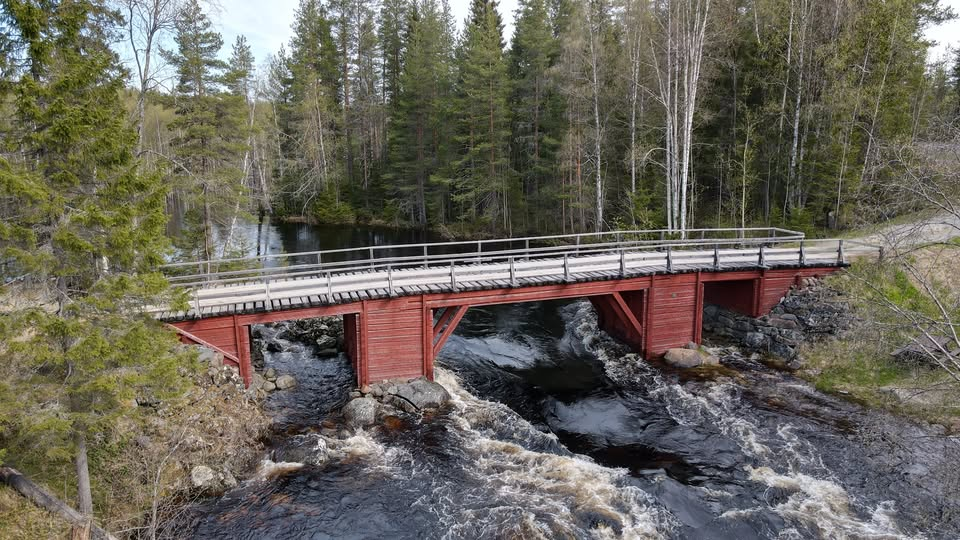
Sågforsbron efter restaureringen.